# Valle della Luna
Cala Grande è una piccola valle, lunga circa 500 m, situata nella zona occidentale del promontorio di Capo Testa, nel comune di Santa Teresa Gallura (SS), in Sardegna. È nota anche come Valle della Luna, nome attribuito a questo luogo intorno agli anni '60 da una comunità hippy, che vi si era stabilita.
Da non confondere con la valle della Luna, detta anche piana dei Grandi Sassi, presente nel territorio di Aggius.

## Caratteristiche
È caratterizzata dalla presenza su entrambi i lati della valle da rocce granitiche dalle forme insolite che, pur non dissimili da quelle presenti nel resto del promontorio, formano qui una valle rettilinea che corre fino al mare. La parte alta della valle è caratterizzata da un enorme masso di granito spaccato in due riconducibile al periodo romano, quando questa zona è stata oggetto di estrazione di pietra.
È presente una sorgente di acqua dolce e la vegetazione è quella tipica di capo Testa: prevalentemente corbezzoli, mirti ed eriche.
Vi sono presenti tre principali cale: Cala Grande, Cala di l'Ea e Cala di Mezzu.

## Storia
Negli anni '60 vi si è stabilita una comunità hippy, che ha spesso ricevuto l'ostilità degli abitanti del posto e subito diversi sgomberi.

## Galleria d'immagini

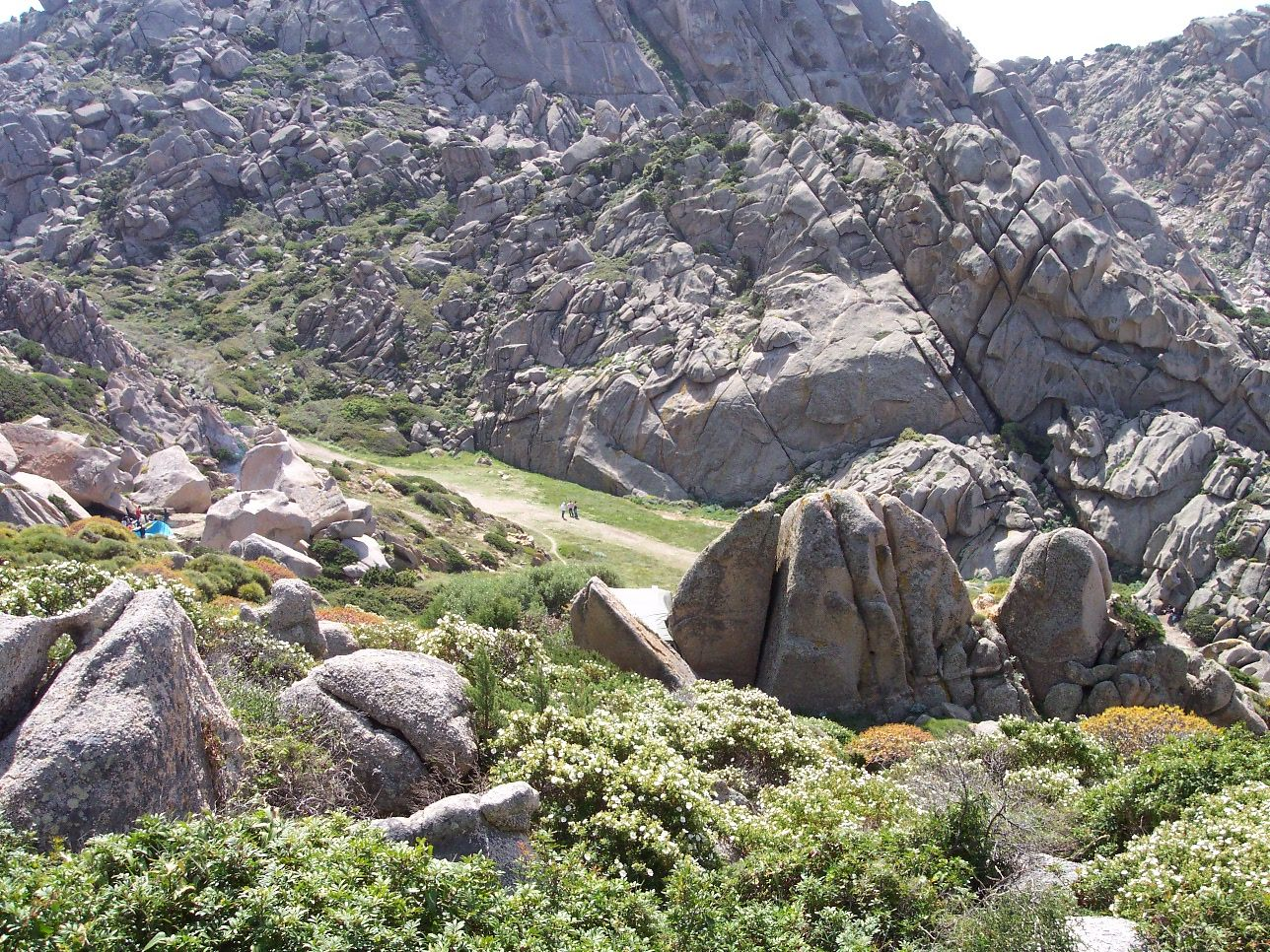
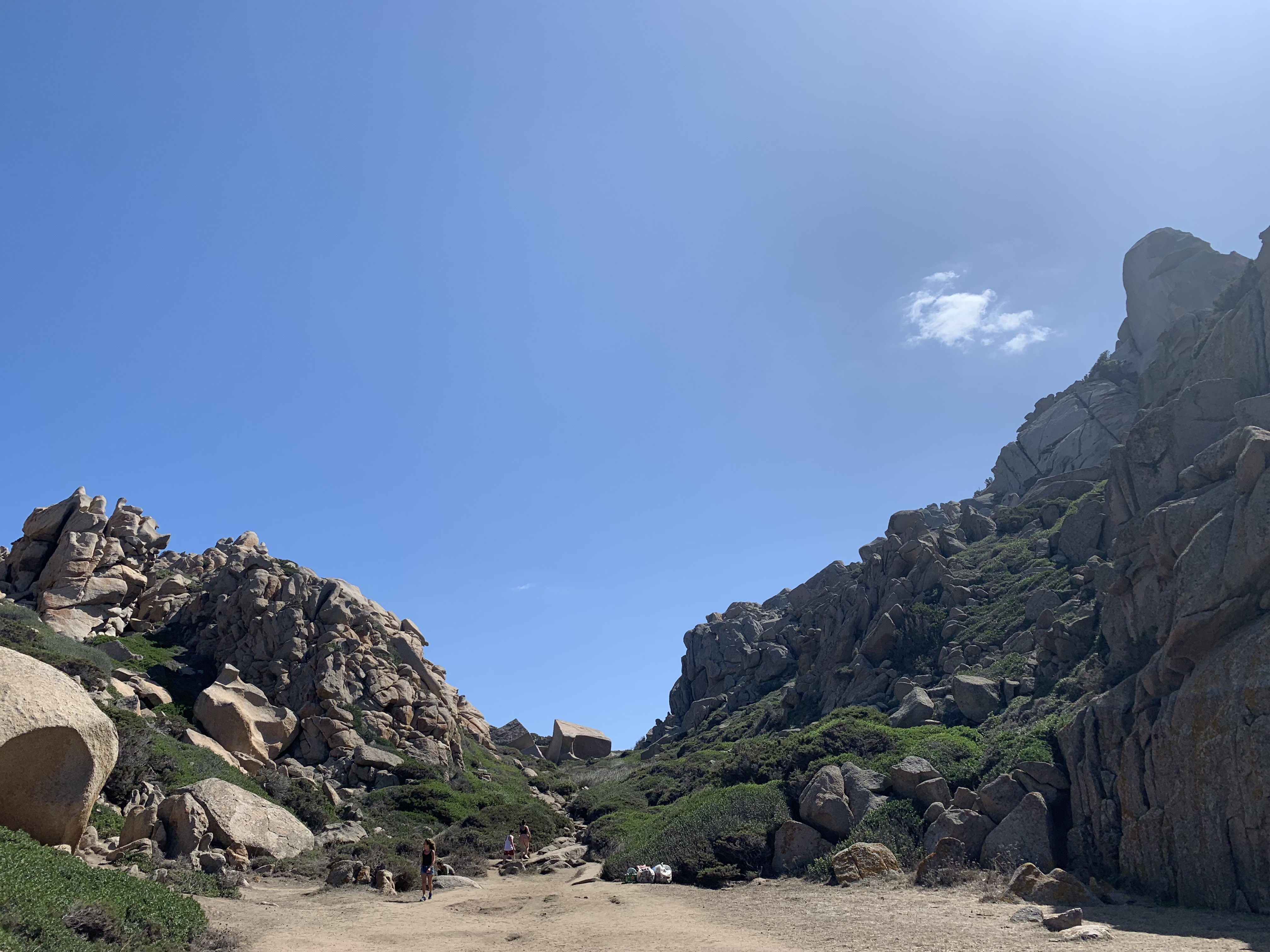
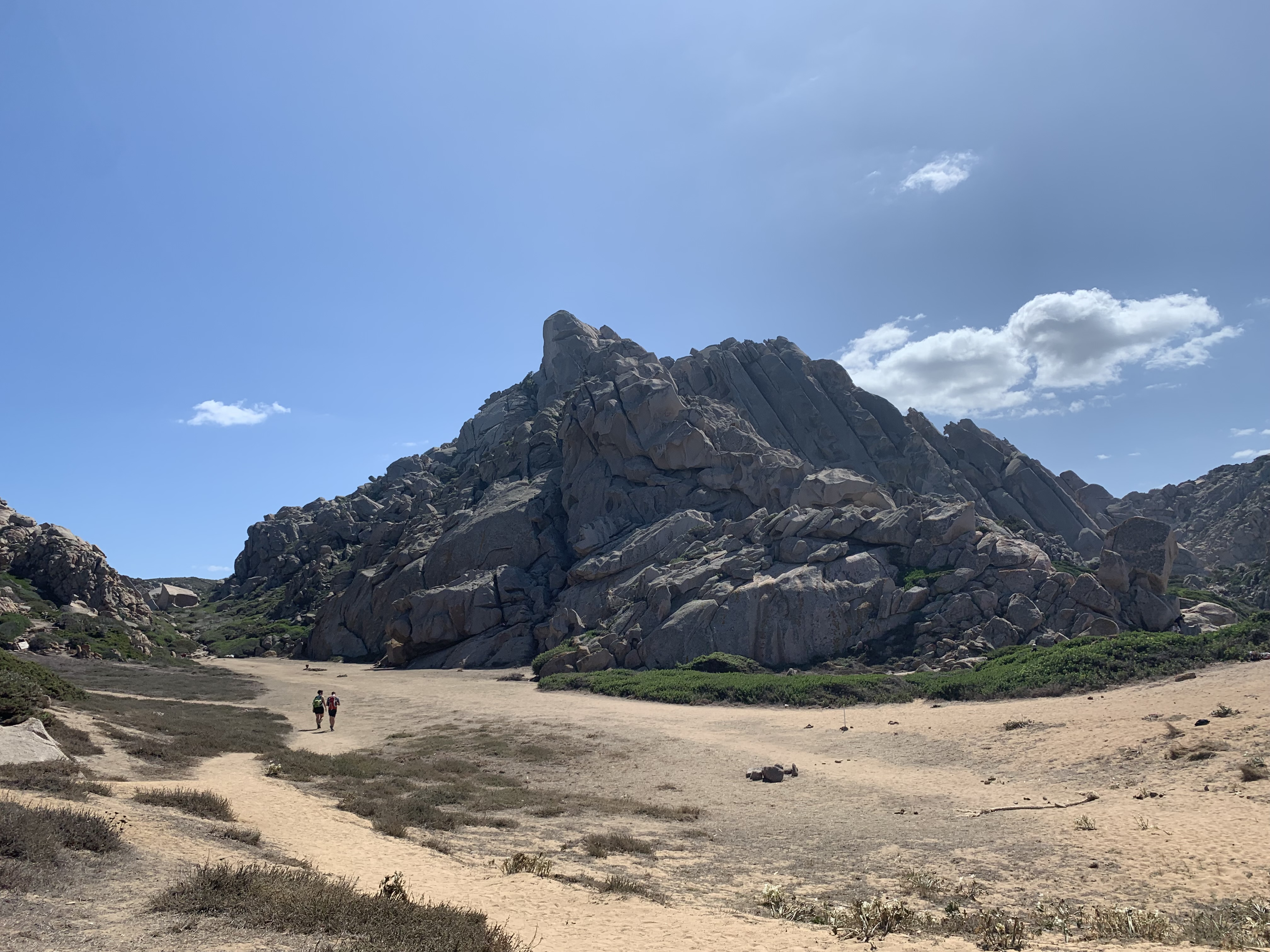